# Matthijs Büchli
Matthijs Büchli (Haarlem, Holanda del Nord, 13 de desembre de 1992) és un ciclista neerlandès, especialista en el ciclisme en pista i més tard en ruta. Es va retirar l'any 2024. Guanyador d'una medalla de plata als Jocs Olímpics de Rio de 2016 en la prova de Keirin.

## Palmarès
- 2012
  -  Campió dels Països Baixos en Velocitat
- 2013
  -  Campió dels Països Baixos en Keirin
- 2014
  -  Campió d'Europa sub-23 en Velocitat per equips (amb Jeffrey Hoogland i Nils van't Hoenderdaal)
  -  Campió dels Països Baixos en Velocitat
  -  Campió dels Països Baixos en Keirin
- 2015
  -  Campió dels Països Baixos en Keirin
- 2016
  -  Medalla de plata als Jocs Olímpics de Rio de Janeiro en Keirin

### Resultats a laCopa del Món
- 2012-13
  - 1r a la Classificació general i a la prova d'Aguascalientes, en Keirin
- 2013-14
  - 1r a la Classificació general i a la prova de Guadalajara, en Keirin
  - 1r a Guadalajara, en Velocitat per equips
- 2015-2016
  - 1r a Hong Kong, en Keirin
- 2017-2018
  - 1r a Pruszków i Manchester, en Keirin

Referències
1. ↑  «Former world champion Büchli hints at DerbyWheel move» (en anglès).   globalkeirin, 05-10-2024. [Consulta: 1r novembre 2024].
2. ↑  «Kenny wins Men's Keirin gold» (en anglès).   olympics. [Consulta: 1r novembre 2024].